# Фрашери, Наим (актёр)
Наим Фрашери (алб. Naim Frashëri; 15 августа 1923, Лесковик (ныне округа Колёня, области Корча Албании — 18 февраля 1975, Тирана) — албанский актёр театра и кино, народный артист Албании (1961), Герой социалистического труда Народной Социалистической Республики Албании.

## Биография
С детства отличался вокальными данными. Начало Второй мировой войны застало его учеником Высшей школы. Оставив учёбу, вступил в 1942 в партизанский отряд, в котором создал театральные труппы из молодёжи Grupi teatral и Rinise. Первой постановкой стал спектакль «Партизаны» («Partizanët») Фатмира Гьяты, в котором он сыграл главную роль.
Был ведущим актёром театра «Priskë». С 1945 года учился драматическому искусству под руководством Сократа Мио. В мае 1945 стал одним из первых актёров Национального театра Албании в Тиране.
Расцвет артистического таланта Фрашери наступил в 1947, когда он стал играть роли в пьесах русских авторов и спектаклях Мольера. Наибольший успех принесла роль Гамлета в постановке советского режиссёра Братко, работавшего в 1960 году с коллективом Национального театра Албании.
Сотрудничество с советскими режиссёрами у него началось с 1953, когда актёр исполнил роль Пали в первом албанском фильме «Великий воин Албании Скандербег» (1953, реж. Сергей Юткевич), снятом совместно албанскими и советскими кинематографистами.

## Избранные театральные роли
- Тартюф — «Тартюф» Ж.-Б. Мольера
- Смит — «Русский вопрос» К. М. Симонова
- Николай — «Враги» Максима Горького
- Саша Рыбаков — «Кремлёвские куранты» Н. Ф. Погодина
- Фердинанд — «Коварство и любовь» Ф. Шиллера
- Гамлет — «Гамлет» Шекспира.

## Фильмография
- 1953 — Великий воин Албании Скандербег — Паль Музака
- 1957 — Её дети — учитель
- 1958 — Тана — Стефан
- 1959 — Фуртуна — Кемаль
- 1967 — Победа над смертью — Ганс фон Штольц
- 1969 — Старые раны — доктор Пеллумб

Последняя работа в кино — фильм «Следы» («Gjurmet») (1970).